# Jacqueline Poelman
Pour les articles homonymes, voir Poelman.
Jacqueline Poelman (née le 5 octobre 1973) est une ancienne athlète néerlandaise spécialiste du sprint.

## Carrière
Poelman est née et a grandi à Leek et s'est entraînée dans un club d'athlétisme à Roden. Son premier grand tournoi international a été les Championnats d'Europe juniors de 1991 à Thessalonique, où elle n'a pas atteint la finale ni sur 100 m ni sur 200 m. Un an plus tard, lors des Championnats du monde juniors de 1992, elle a remporté la médaille d'argent sur 100 m en terminant deuxième et s'est classée quatrième sur 200 m. La même année, elle faisait partie de l'équipe néerlandaise du relais 4 × 100 m aux Jeux olympiques de Barcelone, où elle a été éliminée en séries.

## Palmarès

### Championnats d'Europe d'athlétisme en salle
- Championnats d'Europe d'athlétisme en salle 1994 à Paris,  France
  -  Médaille de bronze sur 200 m
- Championnats d'Europe d'athlétisme en salle 2005 à Madrid,  Espagne
  -  Médaille de bronze sur 200 m

### Championnats du monde junior d'athlétisme
- Championnats du monde junior d'athlétisme 1992 à Séoul,  Corée du Sud
  -  Médaille d'argent sur 100 m